# Lychen
Lychen [lyːçən] är en småstad i östra Tyskland, belägen i Landkreis Uckermark i förbundslandet Brandenburg, omkring 85 km norr om Berlin.
Lychen ligger vid flera sjöar och är bland annat känt som kur- och rekreationsort. 

## Historia
Orten grundades 1248 under markgreve Johan I av Brandenburg. Under 1700-talet blev Lychen ett centrum för flottläggning. Verksamheten utfördes professionell till 1960. Staden är historiskt känd som en av de första platserna i världen där häftstift patenterades och tillverkades.

## Turism och sevärdheter
Sedan 1995 erbjuds åkturer med flotte för turister. I staden finns tre stadsportar kvar och kyrkan St. Johannes är från 1200-talet. Utanför staden ligger naturparkerna Stechlin-Ruppiner Land och Uckermärkische Seen. Fartyget "Möwe" besöker insjöar i närhetn och floden Havel. Vid järnvägen kan en cykeldressin hyras för nöjesresor.